# Microsoft Visual Studio
Microsoft Visual Studio — линейка систем разработки программного обеспечения от компании Microsoft. В своем составе имеют интегрированную среду разработки (IDE) и ряд других инструментов.

## Возможности и целевое применение
Microsoft Visual Studio позволяет разрабатывать как консольные программы, так и игры и программы с графическим интерфейсом (GUI). В частности поддерживаются технологии:
- Windows Forms;
- UWP;
- веб-сайты, веб-приложения, веб-службы как в «родных» кодах, так и в управляемом коде для всех платформ, поддерживаемых операционными системами семейства Windows (в том числе Windows Mobile и Windows CE, Windows Phone).

В частности, поддерживаются платформы: .NET Framework, .NET Core, .NET, MAUI, Xbox, .NET Compact Framework и Silverlight. После покупки компании Xamarin корпорацией Microsoft появилась возможность разработки IOS- и Android-программ.
Visual Studio включает в себя редактор исходного кода, поддерживающий технологию IntelliSense и возможностью простейшего рефакторинга кода. Встроенный отладчик Microsoft Visual Studio Debugger может работать как отладчик уровня исходного кода, так и отладчик машинного уровня. Остальной встроенный инструментарий включает в себя редактор форм для упрощения создания пользовательского графического интерфейса, веб-редактор, дизайнер классов и дизайнер схемы базы данных. Visual Studio также позволяет создавать и подключать сторонние дополнения-плагины, расширяющие функционал практически на каждом уровне, включая:
- добавление поддержки систем контроля версий исходного кода (как, например, Subversion и Visual SourceSafe);
- добавление новых наборов инструментов (например, для редактирования и визуального проектирования кода на предметно-ориентированных языках программирования);
- или инструментов для прочих аспектов процесса разработки программного обеспечения (например, клиент Team Explorer для работы с Team Foundation Server).

## Компоненты
Visual Studio включает один или несколько компонентов из следующих:
- Visual Basic .NET, а до его появления — Visual Basic;
- Visual C++;
- Visual C# (включён начиная с Visual Studio .NET);
- Visual F# (включён начиная с Visual Studio 2010);
- JavaScript;
- Python (включён начиная с Visual Studio 2019);
- TypeScript;
- XAML.

Многие варианты поставки также включают:
- Microsoft SQL Server либо Microsoft SQL Server Express.

В прошлом в состав Visual Studio также входили продукты:
- Visual InterDev;
- Visual J++;
- Visual J#;
- Visual FoxPro;
- Visual Source Safe — файл-серверная система управления версиями.

## Версии
До выхода Visual Studio Version 4.0 среды разработки Visual Basic 3, Visual C++, Visual FoxPro и Source Safe поставлялись в качестве самостоятельных пакетов.
| Официальное название      | Кодовое название | Внутренняя версия | Версии .NET Framework                              | Дата выхода  |
| ------------------------- | ---------------- | ----------------- | -------------------------------------------------- | ------------ |
| Visual Studio             | N/A              | 4.0               | N/A                                                | апрель 1995  |
| Visual Studio 97          | Boston           | 5.0               | N/A                                                | февраль 1997 |
| Visual Studio 6.0         | Aspen            | 6.0               | N/A                                                | июнь 1998    |
| Visual Studio .NET (2002) | Rainier          | 7.0               | 1.0                                                | 2002-02-13   |
| Visual Studio .NET 2003   | Everett          | 7.1               | 1.1                                                | 2003-04-24   |
| Visual Studio 2005        | Whidbey          | 8.0               | 2.0, 3.0                                           | 2005-11-07   |
| Visual Studio 2008        | Orcas            | 9.0               | 2.0, 3.0, 3.5                                      | 2007-11-19   |
| Visual Studio 2010        | Dev10/Rosario    | 10.0              | 2.0 — 4.0                                          | 2010-04-12   |
| Visual Studio 2012        | Dev11            | 11.0              | 2.0 — 4.5.2                                        | 2012-08-15   |
| Visual Studio 2013        | Dev12            | 12.0              | 2.0 — 4.5.2                                        | 2013-10-17   |
| Visual Studio 2015        | Dev14            | 14.0              | 2.0 — 4.6                                          | 2015-07-20   |
| Visual Studio 2017        | Dev15            | 15.0              | 3.5 — 4.7; Core 1.0 — 2.2                          | 2017-03-07   |
| Visual Studio 2019        | Dev16            | 16.0              | 3.5 — 4.8; Core 1.1 — 5.0                          | 2019-04-02   |
| Visual Studio 2022        | Dev17            | 17.0              | 3.5, 4.6.0 — 4.8.1; Core 1.1 — 3.1; .Net 5.0 — 9.0 | 2024-11-12   |

### Visual Studio 97
Visual Studio 97 — первая выпущенная версия Visual Studio, в которой впервые были собраны вместе различные средства разработки ПО. Она была выпущена в двух версиях — Professional и Enterprise, и включала в себя Visual Basic 5.0, Visual C++ 5.0, Visual J++ 1.1, Visual FoxPro 5.0 и впервые появившуюся среду разработки ASP — Visual InterDev. Visual Studio 97 была первой попыткой Microsoft создать единую среду для разработки на разных языках программирования: Visual C++, Visual J++, Visual InterDev и MSDN использовали одну среду, называемую Developer Studio. Visual Basic и Visual FoxPro использовали отдельные среды для разработки.

### Visual Studio 6.0 (1998)
Visual Studio 6.0 — последняя версия Visual Studio, работающая на платформе Windows 9x (выпущена в июне 1998 года). Данная версия являлась основной средой разработки приложений под Windows от Microsoft до появления платформы .NET. По-прежнему используется в целях поддержки старых разработок, поскольку является последней версией продукта для написания на «классическом» Visual Basic. Обновления и расширения к этой версии (несколько Service Pack) выходили до 2003 года.

### Visual Studio .NET (2002)
Visual Studio .NET (кодовое имя Rainier; внутренняя версия 7.0) — выпущена в феврале 2002 года (включает .NET Framework 1.0). Service Pack 1 для Visual Studio .NET (2002) выпущен в марте 2002 года.
Visual Studio .NET (2002) — последняя версия Visual Studio, совместимая с Windows NT 4.0.

### Visual Studio .NET 2003
Visual Studio .NET 2003 (кодовое имя Everett; внутренняя версия 7.1) — выпущена в апреле 2003 года (включает .NET Framework 1.1). В апреле 2005 года Microsoft объявила о специальном выпуске среды, получившей название Microsoft Visual Studio .NET 2003 Professional Special Edition. Спецвыпуск представлял собой обычное издание Visual Studio .NET 2003 Professional Edition с добавлением в комплект серверного ПО и других инструментов (в частности, операционной системы Windows Server 2003 Standard Edition и SQL Server 2000 Developer Edition). Для поощрения перехода на новую среду разработки корпорацией была объявлена специальная цена обновления, действовавшая при переходе на Visual Studio .NET 2003 Professional Special Edition с большого числа средств разработки как Microsoft, так и основных его конкурентов.
Service Pack 1 для Visual Studio .NET 2003 выпущен 13 сентября 2006 года.

### Visual Studio 2005
Visual Studio 2005 (кодовое имя Whidbey; внутренняя версия 8.0) — выпущена в конце октября 2005 года (включает .NET Framework 2.0). Последняя версия, официально работающая на Windows 2000. Visual Studio 2005 — также последняя версия, позволяющая компилировать приложения на C++ для запуска под Windows 9x и Windows NT 4.0. Это также первая версия Visual Studio, позволяющая компилировать приложения на C++, Visual Basic и C# для 64-разрядных процессоров с архитектурой x86-64. В начале ноября 2005 года также вышла серия продуктов в редакции Express: Visual C++ 2005 Express, Visual Basic 2005 Express, Visual C# 2005 Express и др. 19 апреля 2006 года редакция Express стала бесплатной. Service Pack 1 для VS2005 и всех Express-редакций выпущен 14 декабря 2006 года. Дополнительный патч для SP1, решающий проблему совместимости с Windows Vista, выпущен 6 марта 2007 года. Официальная поддержка Microsoft прекращена 12 апреля 2016 г.

### Visual Studio 2008

Внешний вид Visual Studio 2008 SP1 с программой на языке C# в Windows Vista

Visual Studio 2008 (кодовое имя Orcas; внутренняя версия 9.0) — выпущена 19 ноября 2007 года, одновременно с .NET Framework 3.5. Нацелена на создание приложений для ОС Windows Vista (но поддерживает и XP), Microsoft Office 2007 и веб-приложений. Включает в себя LINQ, новые версии языков C# и Visual Basic. В студию не вошёл Visual J#. С 28 октября 2008 года впервые доступна версия на русском языке. Официальная поддержка Microsoft прекращена 10 апреля 2018 г.
Visual Studio 2008 — последняя версия Visual Studio, совместимая с Windows XP SP2, Windows Server 2003 SP1, Windows Vista без пакетов обновлений и Windows Vista SP1. Это также последняя версия Visual Studio, позволяющая компилировать приложения на C++ для запуска под Windows 2000.

### Visual Studio 2010
Visual Studio 2010 (кодовое имя Hawaii, для Ultimate — Rosario; внутренняя версия 10.0) — выпущена 12 апреля 2010 года вместе с .NET Framework 4.0. Visual Studio включает поддержку языков C# 4.0 и Visual Basic .NET 10.0, а также языка F#, отсутствовавшего в предыдущих версиях. Официальная поддержка Microsoft прекращена 14 июля 2020 г.
Visual Studio 2010 — последняя версия Visual Studio, совместимая с Windows XP SP3, Windows Server 2003 SP2 и Windows Vista SP2. Более поздние версии позволяют компилировать приложения на C++, Visual Basic и C# для запуска под Windows XP и Windows Vista, однако среды разработки работают только на Windows 7 SP1 и более поздних версиях Windows.

### Visual Studio 2012
Visual Studio 2012 (кодовое имя Dev11; внутренняя версия 11.0) распространяется в тех же редакциях, что и 2010. Изменения коснулись Visual Studio 2012 Express — устанавливаются все языки программирования, а не один, как раньше (Visual Basic 2010 Express, Visual C# 2010 Express), а также теперь существует пять версий Visual Studio Express: Visual Studio Express 2012 для Web, Visual Studio Express 2012 для Windows 8, Visual Studio Express 2012 для Windows Desktop, Visual Studio Express 2012 для Windows Phone и Visual Studio Team Foundation Server Express 2012. Все версии распространяются как отдельные приложения. Visual Studio Express 2012 для Windows 8 позволяет разрабатывать приложения для Windows Store с Modern-интерфейсом, а Visual Studio Express 2012 для Windows Desktop позволяет разрабатывать «классические» приложения для Рабочего стола. Что касается Visual Studio Team Foundation Server Express 2012, то эта версия поставляется с оболочкой Visual Studio 2012.
Разрабатывать приложения на C++ с помощью Visual Studio 2012 можно только под Windows 7 SP1 и Windows 8.
Вышло исправление, позволяющее компилировать приложения для запуска под Windows XP.

### Visual Studio 2013
Финальный релиз Visual Studio 2013 (кодовое имя Dev12; внутренняя версия 12.0) стал доступен для загрузки 17 октября 2013 года вместе с .NET 4.5.1.

### Visual Studio 2015
12 ноября 2014 года было объявлено, что «Visual Studio 2015» принято в качестве окончательного варианта имени продукта.
Visual Studio 2015 предоставляется в трёх редакциях: бесплатной Community Edition, объединяющей все Express-версии, и платных Professional Edition для небольших проектов и Enterprise Edition для крупных проектов.
Первый CTP был выпущен 2 июня 2014 года, затем 29 апреля 2015 года был выпущен Release Candidate.
Финальный релиз Visual Studio 2015 стал доступен для скачивания 20 июля 2015 года.

### Visual Studio 2017
Visual Studio «15» Preview была выпущена 30 марта 2016 года.
Visual Studio «15» Preview 2 была выпущена 10 мая 2016 года.
Visual Studio «15» Preview 3 выпущена 7 июля 2016 года.
Visual Studio «15» Preview 4 выпущена 22 августа 2016 года.
Visual Studio «15» Preview 5 выпущена 5 октября 2016 года.
17 ноября 2016 года c выходом версии Release Candidate (RC) переименована в Visual Studio 2017.
7 марта 2017 года новая версия Visual Studio была выпущена и стала доступна для загрузки.
5 апреля 2017 года вышло обновление VS2017 версии 15123.1 с поддержкой .NET Framework 4.7.

### Visual Studio 2019
8 июня 2018 года корпорация Microsoft анонсировала Visual Studio 2019 под кодовым именем Visual Studio «16».
| Версия                         | Дата выхода           | Последнее обновление            | Окончание поддержки   |
| ------------------------------ | --------------------- | ------------------------------- | --------------------- |
| Visual Studio 2019 16.0 (LTS)  | 2 апреля 2019 года    | 16.0.22                         | 12 января 2021 года   |
| Visual Studio 2019 16.1        | 21 мая 2019 года      | 16.1.6                          | 9 июля 2019 года      |
| Visual Studio 2019 16.2        | 24 июля 2019 года     | 16.2.5                          | 10 сентября 2019 года |
| Visual Studio 2019 16.3        | 23 сентября 2019 года | 16.3.10                         | 20 ноября 2019 года   |
| Visual Studio 2019 16.4 (LTS)  | 3 декабря 2019 года   | 16.4.27                         | 12 октября 2021 года  |
| Visual Studio 2019 16.5        | 16 марта 2020 года    | 16.5.5                          | 12 мая 2020 года      |
| Visual Studio 2019 16.6        | 19 мая 2020 года      | 16.6.5                          | 21 июля 2020 года     |
| Visual Studio 2019 16.7 (LTS)  | 19 апреля 2022 года   | 16.7.28                         | апрель 2022 года      |
| Visual Studio 2019 16.8        | 10 ноября года        | 16.8.7                          | 9 марта 2021 года     |
| Visual Studio 2019 16.9 (LTS)  | 09 августа 2022 года  | 16.9.26 (12 октября 2022 года)  | октябрь 2022 года     |
| Visual Studio 2019 16.10       | 25 мая 2021 года      | 16.10.4                         | 20 июля 2021 года     |
| Visual Studio 2019 16.11 (LTS) | 10 августа 2021 года  | 16.11.50 (12 августа 2025 года) | апрель 2029 года      |

Visual Studio 2019 — последняя версия Visual Studio, позволяющая компилировать приложения на C++ для запуска под Windows XP. Следующая за ней Visual Studio 2022 позволяет компилировать приложения только для запуска под Windows Vista SP2 и новее.

### Visual Studio 2022
Microsoft анонсировала новую версию. В ней осуществлён перевод основного devenv.exe процесса с 32-бит на 64-бита, интегрирование Accessibility Insights Engine и ещё кое-что.
| Версия                            | Дата выхода          | Последнее обновление            | Окончание поддержки |  |
| --------------------------------- | -------------------- | ------------------------------- | ------------------- |  |
| Visual Studio 2022 17.0 (LTSC)    | 09 февраля 2022 года | 17.0.23 (11 июля 2023 года)     | 11 июля 2023 г.     |  |
| Visual Studio 2022 17.1           | 27 апреля 2022 года  | 17.1.7 (10 мая 2022 года)       |                     |  |
| Visual Studio 2022 17.2 (LTSC)    | 11 мая 2022 года     | 17.2.23 (09 января 2024 года)   | 9 января 2024 г.    |  |
| Visual Studio 2022 17.3           | 11 мая 2022 года     | 17.3.7 (8 ноября 2022 года)     |                     |  |
| Visual Studio 2022 17.4 (LTSC)    | 09 ноября 2022 года  | 17.4.20 (11 июня 2024 года)     | 9 июля 2024 г.      |  |
| Visual Studio 2022 17.5           | 21 февраля 2022 года | 17.5.5 (03 мая 2023 года)       |                     |  |
| Visual Studio 2022 17.6 (LTSC)    | 17 мая 2022 года     | 17.6.22 (14 января 2025 года)   | 14 января 2025 г.   |  |
| Visual Studio 2022 17.7           | 08 августа 2023 года | 17.7.7 (14 ноября 2023 года)    |                     |  |
| Visual Studio 2022 17.8 (LTSC)    | 14 октября 2023 года | 17.8.23 (08 июля 2025 года)     | 8 июля 2025 г.      |  |
| Visual Studio 2022 17.9           | 14 февраля 2023 года | 17.9.7 (14 мая 2024 года)       |                     |  |
| Visual Studio 2022 17.10 (LTSC)   | 21 мая 2024 года     | 17.10.18 (12 августа 2025 года) | 13 января 2026 г.   |  |
| Visual Studio 2022 17.11.0        | 30 мая 2024 года     | 17.11.6 (12 ноября 2024 года)   |                     |  |
| Visual Studio 2022 17.12.0 (LTSC) | 12 ноября 2024 года  | 17.12.11 (12 августа 2025 года) | 14 июля 2026 г.     |  |
| Visual Studio 2022 17.13.0        | 12 ноября 2024 года  | 17.13.7 (13 мая 2025 года)      |                     |  |
| Visual Studio 2022 17.14.0 (LTSC) | 11 февраля 2024 года | 17.14.13 (19 августа 2025 года) | 12 января 2027 г.   |  |
| Visual Studio 2022 17.14.13 PR1.0 | 11 февраля 2024 года | 17.14.13 (19 августа 2025 года) |                     |  |

## Редакции

### Visual Studio Express
Бесплатная версия. Представляет собой бесплатный аналог Visual Studio Professional и обладает практически той же функциональностью, что и последняя. Ныне полностью заменена Visual Studio Community Edition.

### Visual Studio Community
Также Visual Studio Community Edition. Полнофункциональная, расширяемая и бесплатная интегрированная среда разработки для создания современных программ-приложений Android-, iOS и Windows, а также веб-приложений и облачных служб.
(см. https://www.visualstudio.com/vs/community/)

### Visual Studio LightSwitch
Microsoft Visual Studio LightSwitch — это среда разработки, нацеленная на создание отрасли приложений, построенных на существующих .NET-технологиях и платформах Microsoft. Создаваемые приложения состоят из трёх ярусов: пользовательский интерфейс на Silverlight; логика и доступ к данным на сервисах WCF RIA и Entity Framework; хранение данных с помощью Microsoft SQL Server Express, Microsoft SQL Server или SQL Azure. LightSwitch также поддерживает другие источники данных, включая SharePoint. LightSwitch включает в себя графические дизайнеры сущностей и их отношений, запросов, а также интерфейса пользователя. Бизнес-логика может быть написана на Visual Basic или на Visual C#. LightSwitch может быть установлен как самостоятельное приложение или как дополнение к Visual Studio 2010 Professional и более высоким редакциям.

### Visual Studio Standard
Данная редакция предоставляет IDE для всех поддерживаемых продуктов и поддерживает полную версию библиотеки MSDN. Поддерживается как редактирование XML и XSLT, так и средства для тестирования объектов. Однако отсутствует обозреватель серверов и интеграция с Microsoft SQL Server. Поддержка разработки под мобильные устройства изначально была включена в Visual Studio 2005 Standard, но в версии 2008 она доступна только в Professional-редакции. Начиная с версии 2010, редакции Standard более не существует.

### Visual Studio Professional
Редакция включает все возможности Standard Edition, расширяя их дополнительными, такими, как интеграция с Microsoft SQL Server и поддержка удалённой отладки.

### Visual Studio Tools for Office
Visual Studio Tools for Office включает SDK и расширение для Visual Studio, которое содержит утилиты для разработки под платформу Microsoft Office. Начиная с Visual Studio 2008 включено в версии Professional и выше.

### Visual Studio Team System
Предоставляет набор инструментов для совместной разработки, подсчёта метрик и создания отчётов, в дополнение к возможностям Professional редакции. Имеются различные редакции VSTS, разделяемые по ролям, для которых продукт будет использоваться:
- Team Explorer (клиент для TFS);
- Architecture Edition;
- Database Edition;
- Development Edition;
- Test Edition.

Совмещённая функциональность всех четырёх редакций представлена в отдельном пакете Visual Studio Team Suite Edition. Функциональность Database Edition будет совмещена с Development Edition в будущей версии пакета — Visual Studio 2010.
Помимо клиентских приложений, Team System также включает в себя Team Foundation Server.

### Компилятор как сервис
В сентябре 2011 года было объявлено, что в октябре Microsoft выпустит специальную версию компилятора, разрабатываемого в рамках проекта Roslyn. Целью данного проекта была разработка «компилятора в виде сервиса» с возможностью выдачи программистам всей генерируемой компилятором информации. Данный компилятор будет обладать поддержкой языков C# и Visual Basic с полной совместимостью с Visual Studio. Кроме того, заявлена возможность конвертации кода с одного языка на другой.

### Visual Studio Code
Visual Studio Code — редактор исходного кода, работающий под Linux, macOS и Windows. Включает в себя отладчик и клиент для Git. Исходный код открыт. 14 апреля 2016 года была выпущена версия 1.0.

## Дополнения
Visual Studio построена на архитектуре, поддерживающей возможность использования встраиваемых дополнений (англ. Add-Ins) — плагинов от сторонних разработчиков, что позволяет расширять возможности среды разработки.
Некоторые из наиболее популярных дополнений:
- ReSharper;
- dbForge Fusion for MySQL;
- dbForge Fusion for SQL Server;
- Review Assistant — плагин просмотра и редактирования кода;
- Visual Assist X;
- AnkhSVN — свободная реализация клиента Subversion в Visual Studio (в настоящее время поддерживаются версии с 2005 по 2013).